# Chondrosum trifidum
Chondrosum trifidum là một loài thực vật có hoa trong họ Hòa thảo. Loài này được (Thurb.) Clayton mô tả khoa học đầu tiên năm 1982.